# دمیترو هریشکو
دمیترو هریشکو (اوکراینی: Дмитро Сергійович Гришко؛ زادهٔ ۲ دسامبر ۱۹۸۵) بازیکن فوتبال اهل اوکراین است.
از باشگاه‌هایی که در آن بازی کرده‌است می‌توان به باشگاه فوتبال چورنومورتس اودسا اشاره کرد.
وی همچنین در تیم ملی فوتبال زیر ۲۱ سال اوکراین بازی کرده‌است.